# Davide Giacalone
Davide Giacalone (Livorno, 24 maggio 1959) è un giornalista e scrittore italiano.

## Biografia
Nato da una famiglia di origine marsalese, dal 1979 ha collaborato con Vincenzo Muccioli insieme al quale scrive, anni dopo, La mia battaglia contro la droga, l'emarginazione e l'egoismo.
È vicepresidente della Fondazione Luigi Einaudi.

### Carriera politica
Dal 1980 al 1986 è stato segretario nazionale della Federazione Giovanile Repubblicana e dirigente del PRI. Dal 1981 al 1982 è stato capo della segreteria del Presidente del Consiglio dei ministri, Giovanni Spadolini. Dal 1987 al 1991 è stato consigliere del ministro delle poste e delle telecomunicazioni Oscar Mammì.
È stato consigliere d'amministrazione e membro del comitato esecutivo delle società SIP, Italcable e Telespazio.

### Inchieste giudiziarie
Coinvolto in Tangentopoli nel 1993, con l'accusa di avere smistato tangenti per il Partito Repubblicano Italiano, fu arrestato e confessò di avere ricevuto denaro da Giuseppe Parrella, direttore dell'azienda di Stato per i servizi telefonici, e di averlo consegnato a Giorgio Medri, chiamando in causa anche Oscar Mammì e Giorgio La Malfa. Nel 2001 fu assolto nel filone maggiore dell'inchiesta, e prosciolto per prescrizione in un filone minore; affermando la propria completa innocenza, Giacalone fece ricorso contro la prescrizione in Cassazione, ma quest'ultima decise di archiviare comunque il procedimento.

### Carriera giornalistica
Pubblicista dal 1985, lasciata la politica, è direttore di Smoking, ed editorialista de L'Opinione.
È stato anche consulente della Fininvest. Attualmente è una delle firme di Libero e collabora con l'emittente radiofonica nazionale RTL 102.5 dove ogni mattina, da lunedì a sabato, alle 7:10 circa durante la rassegna stampa contenuta nel programma Non stop news, commenta una notizia apparsa sulle prime pagine dei quotidiani nazionali. Da questa esperienza è nato il libro Diario Civile, edito nel 2005.
Nel gennaio 2010 il consiglio dei ministri (governo Berlusconi IV) lo nomina presidente di DigitPA, nuova denominazione del "Centro nazionale per l'informatica nella pubblica amministrazione". 
Nel 2011 è nominato presidente dell'Agenzia per la diffusione delle tecnologie per l'innovazione, creata da Renato Brunetta, allora ministro della Funzione Pubblica e l'Innovazione.
Il 18 novembre 2016 il sindaco di Sant'Angelo Lomellina Matteo Grossi gli conferisce la Chiave del paese, con la quale egli diventa cittadino onorario.
Collabora periodicamente con il giornale online SocialNews.
Dal 2 giugno 2021 è direttore editoriale del quotidiano d'opinione La Ragione.

## Libri
Ha pubblicato:
- Cattolici in politica: una storia letta da parte laica, 1982.
- Italia chiama Europa, 1988.
- Antenna libera. La Rai, i privati, i partiti, 1990.
- La posta in gioco. Realtà e prospettive del sistema postale italiano. Scritto con Baldo Meo, 1990.
- La guerra del telefono. Le telecomunicazioni, la gestione, la politica. (Scritto con Franco Vergnano), 1990.
- La guerra delle antenne, 1992.
- Uscire dal monopolio. Le telecomunicazioni italiane e il caso Telemar, 1993.
- La mia battaglia contro la droga, l'emarginazione e l'egoismo. Scritto con Vincenzo Muccioli, 1993.
- L'Italia degli altri. Dove la reazione si fece rivoluzione, 1995.
- Disonora il giusto. Quello che hanno fatto a Vincenzo Muccioli, 1996.
- Opinioni di libertà, 1998.
- L'Europa dei diritti e delle libertà, 1999.
- Politicamente scorretto, 2000.
- L' Italia come bugia, 2003.
- Digiradio, 2003.
- Razza corsara. I mercati mal controllati e la politica in fuga. Il caso Telecom e la mala privatizzazione, 2004.
- Diario civile, 2005.
- Non Stop Views, 2007.
- Una Voce alla radio, 2008.
- Good Morning Italia, 2009.
- Terza Repubblica, 2010.

Inoltre ha collaborato alla collana Manuali di conversazione politica, edita da Free foundation e abbinata al quotidiano Libero, tra i quali:
- Il grande intrigo: come è stato svenduto il patrimonio degli italiani, scritto con Vittorio Feltri e Renato Brunetta, 2006.
- Vittorio Feltri e Renato Brunetta (a cura di), Veltroni Walter: vita, miracoli & canzonette di un perdente di successo, 2007, SBN UBO\3287548.